# Courage Under Fire
Courage Under Fire (Brasil: Coragem sob Fogo / Portugal: Coragem Debaixo de Fogo) é um filme de 1996 dirigido por Edward Zwick, e estrelado por Denzel Washington, Meg Ryan, Lou Diamond Phillips e Matt Damon.

## Sinopse
Em 1991, após a Guerra do Golfo, Nathaniel Serling, um tenente-coronel, tenta obter indícios de que uma oficial médica, Karen Emma Walden, que morreu na guerra, merece ser a primeira mulher a ganhar a Medalha de Honra.
Entretanto, o Departamento de Relações Públicas da Casa Branca está a procurar um herói e acaba por encontrar um escândalo, sendo que esta verdade precisa ser encoberta por um atormentado oficial.

## Elenco
- Denzel Washington.... tenente-coronel Nathaniel Serling
- Meg Ryan… capitã Karen Emma Walden
- Lou Diamond Phillips.... sargento Monfriez
- Michael Moriarty.... brigadeiro-general Hershberg
- Matt Damon.... Ilario
- Bronson Pinchot.... Bruno
- Seth Gilliam.... Altameyer
- Regina Taylor.... Meredith Serling
- Zeljko Ivanek.... Banacek
- Scott Glenn.... Tony Gartner
- Tim Guinee.... Rady
- Tim Ransom.... Boylar
- Sean Astin.... Patella
- Sean Patrick Thomas.... Thompson
- Lucky Luciano.... Nathan Serling Jr.
- Erica C. Newman.... Joleen Serling
- Jamal A. Mays.... Brian Serling
- Ashlee Jordan Pryor.... Josie Serling
- Peter Arnett.... repórter da CNN (voz)

## Produção
As cenas de batalha no Iraque foram filmadas na cidade de El Paso, no Texas. O ator Matt Damon perdeu cerca de 18 quilos para interpretar seu personagem Ilario. O set do jardim de rosas da Casa Branca foi destruído duas vezes durante as filmagens. A primeira por um tornado e a segunda por uma tempestade de areia.

## Recepção

### Bilheteria
- Bilheteria interna nos EUA: US$ 59,031,057 [3]
- Internacional: $41,829,761[3]
- Total: $100,860,818[3]

O filme estreou em 3º na bilheteria, atrás de  Independence Day e Phenomenon

### Crítica
No site agregador de críticas Rotten Tomatoes, 85% das 53 resenhas dos críticos são positivas. O consenso diz: "Um conto emocional e intrigante de um oficial militar que deve rever os méritos de um oficial caído enquanto enfrenta seus próprios demônios de guerra. Efetivamente retrata os horrores da guerra, bem como suas conseqüências devastadoras".